# 愈兒紅花介
愈兒紅花介（学名：Cytheroma yueri）为魚形介科紅花介屬下的一个种。